# Mhar, Lubnî
Mhar (în ucraineană Мгар) este localitatea de reședință a comunei Mhar din raionul Lubnî, regiunea Poltava, Ucraina.

## Demografie
Componența lingvistică a localității Mhar
     Ucraineană (96,29%)
     Rusă (3,49%)
Conform recensământului din 2001, majoritatea populației localității Mhar era vorbitoare de ucraineană (96,29%), existând în minoritate și vorbitori de rusă (3,49%).